# Horace Lorenzo Hastings
Horace Lorenzo Hastings, född den 26 november 1831 i Blandford, Massachusetts, död 21 oktober 1899, var en amerikansk psalmförfattare.